# Гелдерблом, Питер
Питер Гелдерблом (нидерл. Peter Gelderblom; род. 27 сентября 1965 Нидерланды Гауда (Южная Голландия)) — нидерландский диджей.
Питера Гелдерблома вдохновиляли группы Slipknot, Rammstein и певец Герард Йолинг. Он несколько лет работал диджеем в различных клубах Роттердама. Гелдерблом приобрёл известность за сингл «Waiting 4». Песня попала в нидерландский чарт Топ 40 под № 37.
В 1997 году Питер был на телепрограмме X 103.2. В 2010 году Питер открыл собственное шоу с названием «The Wheels of Reolution on Radio Decibel». Он с супругой основали клуб «Revolution». Но клуб был закрыт по приказу мэра Роттердама.

## Дискография

### Позиции синглов в чарте
| Год                                                                       | Название                                                | Позиции в чарте | Позиции в чарте | Позиции в чарте | Позиции в чарте | Позиции в чарте | Позиции в чарте | Позиции в чарте | Позиции в чарте | Позиции в чарте | Позиции в чарте | Позиции в чарте | Позиции в чарте | Альбом      |
| Год                                                                       | Название                                                | NLD             | AUS             | AUT             | BEL (Vl)        | BEL (Wa)        | FRA             | GER             | IRL             | SPA             | SWE             | SWI             | UK              | Альбом      |
| ------------------------------------------------------------------------- | ------------------------------------------------------- | --------------- | --------------- | --------------- | --------------- | --------------- | --------------- | --------------- | --------------- | --------------- | --------------- | --------------- | --------------- | ----------- |
| 2006                                                                      | «Strike Me Down» (Совместно с Wally Lopez и Rene Amesz) | —               | —               | —               | —               | —               | —               | —               | —               | 13              | —               | —               | —               | Вне альбома |
| 2007                                                                      | «Waiting 4»                                             | 12              | —               | —               | 48              | —               | —               | —               | —               | 13              | —               | —               | 29              | Вне альбома |
| 2007                                                                      | «Snap» (Совместно с Rene Amesz)                         | 85              | —               | —               | —               | —               | —               | —               | —               | —               | —               | —               | —               | Вне альбома |
| 2008                                                                      | «Trapped» (vs. Muzikjunki)                              | 26              | —               | —               | —               | —               | —               | —               | —               | —               | —               | —               | —               | Вне альбома |
| 2008                                                                      | «Feelin 4 You» (Совместно с DJ Chus)                    | 36              | —               | —               | 20              | —               | —               | —               | —               | —               | —               | —               | —               | Вне альбома |
| 2009                                                                      | «Lost»                                                  | 50              | —               | —               | —               | —               | —               | —               | —               | —               | —               | —               | —               | Вне альбома |
| 2011                                                                      | «Waiting 4» (2011 Remixes)                              | 12              | —               | —               | —               | —               | —               | —               | —               | —               | —               | —               |                 | Вне альбома |
| «—» означает, что сингл не попал в чарт или не издавался в данной стране. |                                                         |                 |                 |                 |                 |                 |                 |                 |                 |                 |                 |                 |                 |             |

### Синглы
- 2007: «Waiting 4»
- 2008: «Feeling’4 You» (Dj Chus feat. Peter Gelderblom)
- 2008: «Trapped» (Muzikjunki feat. Peter Gelderblom)
- 2008: «Where The Streets Have no Name
- 2009: «Lost»
- 2010: «Just a Feeling» (Aad Mouthaan feat. Peter Gelderblom)
- 2011: «Satisfaction»
- 2011: «I Gotta Let You Go» (Dominica feat. Peter Gelderblom)
- 2015: «The Ride» (Randy Colle feat. Kris Kiss & Peter Gelderblom)[18]